# خضاري (ثعبان)
خضاري (الاسم العلمي: Malpolon)، جنس ثعابين من فصيلة الشقاريات، وتشمل الأنواع التالية:
- حنش أسود (Geoffroy Saint-Hilaire, 1827) – eastern Montpellier snake
- كوبرا كاذبة (Reuss, 1834) – False cobra
- خضاري مونبلييه (Hermann, 1804) – Montpellier snake